# Naturforschende Gesellschaft des Kantons Solothurn

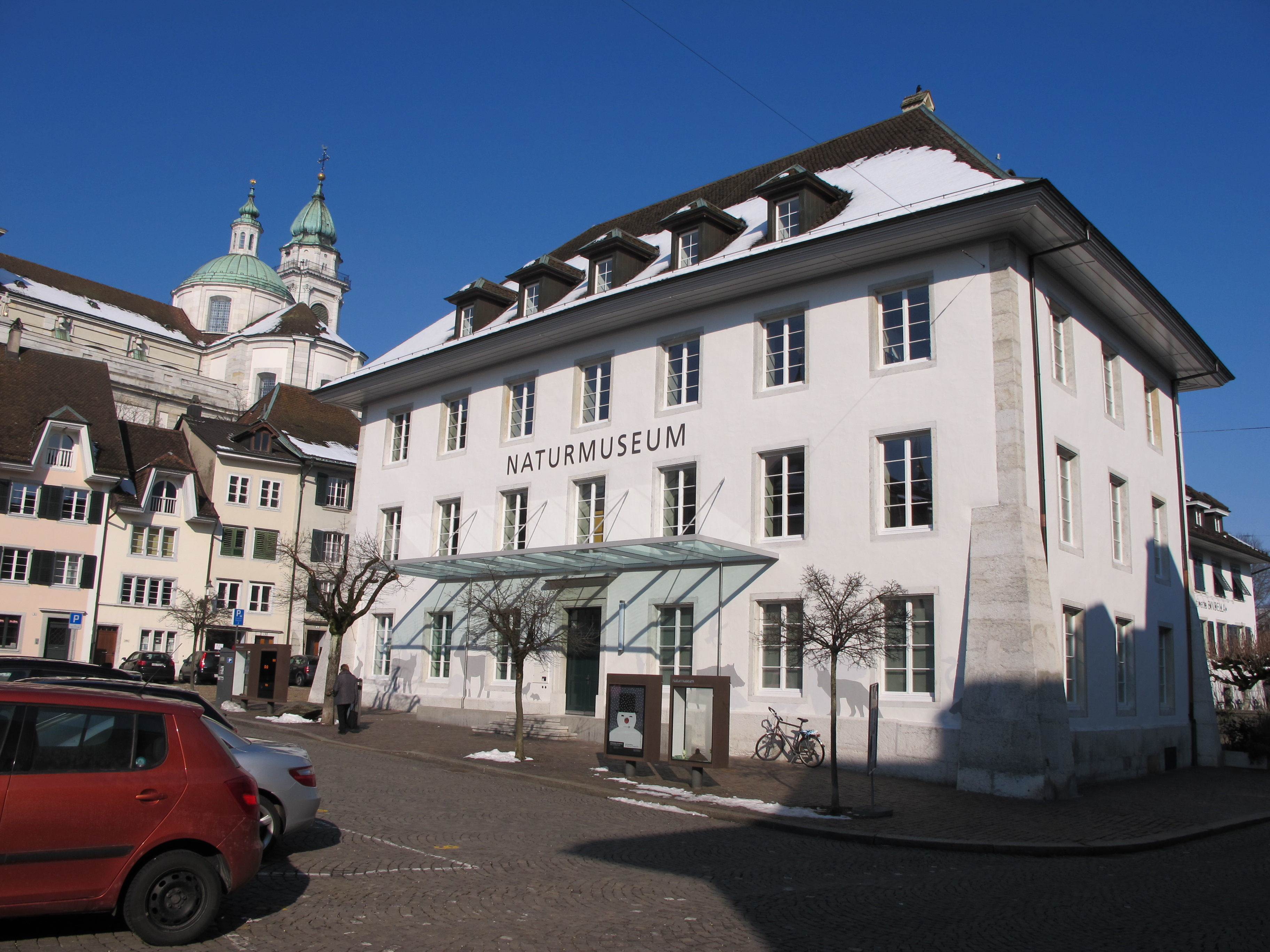
Naturmuseum Solothurn

Die Naturforschende Gesellschaft des Kantons Solothurn (NGSO) ist eine Gesellschaft zur Förderung der Naturwissenschaften im Kanton Solothurn.

## Geschichte
Die NGSO wurde 1823 vom Schweizer Geologen und Alpenforscher Franz Joseph Hugi gegründet. Die naturwissenschaftliche Sammlung im alten Museum, die Vorläuferin des heutigen Naturmuseums Solothurn, geht auch auf Hugi und die NGSO zurück.

## Ziele und Aktivitäten
Die Gesellschaft weckt und fördert das Interesse an den reinen und angewandten Naturwissenschaften, vermittelt Ergebnisse selbständiger Forschungen, neuer Entdeckungen und Erfindungen aus diesen Gebieten an ihre Mitglieder und an eine weitere Öffentlichkeit durch Vorträge, Exkursionen und periodische Publikationen. Die NGSO ist Mitglied der Akademie der Naturwissenschaften Schweiz (SCNAT).

## Publikationen
- Mitteilungen der Naturforschenden Gesellschaft des Kantons Solothurn[1] in welchen alle zwei bis drei Jahre geo- und biowissenschaftliche Arbeiten veröffentlicht werden.
- Jahresberichte der NGSO[2]